# Pictograma

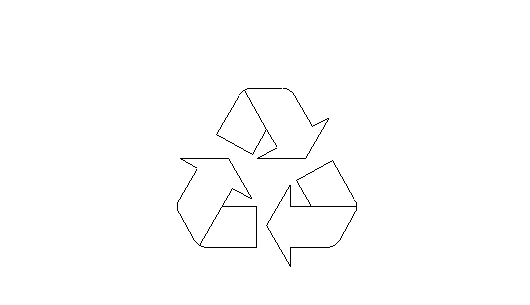
Pictograma que informa que alguna cosa és reciclable.

Pictograma d'una dona.

Un pictograma és un símbol que comunica un missatge o descriu objectes sense referir-se a la seva forma lingüística. Es defineixen com un dibuix o jeroglífic que comunica continguts o descriu objectes sense relació amb la forma fonètica. Si el dibuix s'assembla al que es vol transmetre s'anomena pictograma. Si vol representar una idea s'anomena ideograma.

Pictograma d'un home.

Hi ha pictogrames en la forma de comunicació d'algunes cultures sense alfabet d'Àfrica, d'Amèrica i Oceania. També es poden trobar com a elements indicatius en les cultures amb alfabet.
Els pictogrames sovint poden sobrepassar el llenguatge perquè, a l'hora de comunicar-nos amb els parlants d'altres llengües, el seu caràcter és universal. Per aquesta raó, s'utilitzen en les senyalitzacions de carreteres i edificis.
Pel que fa a l'ús actual dels pictogrames, es poden definir com a símbols d'informació públics. Hi ha diferents conjunts de pictogrames separats segons la seva intenció i l'àmbit en què s'utilitzen: el grup de la senyalització de trànsit, a les etiquetes del tèxtil, indicacions dins d'edificis...
La majoria de pictogrames tenen les bases amb figures geomètriques simples, ja siguin triangles, circumferències, rectangles...
També serveixen com sistema alternatiu i augmentatiu de comunicació per persones amb diversitat funcional.